# Wim Baas
Wim Baas (1944) is een Nederlandse biochemicus die met ecologisch tuinieren een natuurgebied met diverse biotopen beheert. 
Baas studeerde aan de Universiteit van Utrecht biochemie met als bijvak plantenfysiologie. Na zijn afstuderen in 1968 bleef hij verbonden aan de universiteit als wetenschappelijk medewerker. Hij hield zich zijn werkzame leven bezig met plantkunde. Daarin ging zijn aandacht vooral naar de manier hoe planten overleven bij interacties met andere organismen zoals bodemschimmels. Zijn wetenschappelijke vakkennis paste hij toe in zijn moeras- en stinzentuin in Westbroek.

## Ecologisch tuinieren
Baas noemt zichzelf chemisch ecoloog die met ecologisch tuinieren een natuurgebied met diverse biotopen beheert, zoals een veenmoeras en een heldere veenvijver. De chemische ecologie bestudeert de interacties tussen organismen en hun omgeving via chemische signalen en stoffen. Het bestudeert de manier waarop planten, dieren en micro-organismen chemische verbindingen gebruiken om te communiceren. Maar ook hoe ze zich verdedigen, voedsel vinden en zich voortplanten. Baas publiceerde hierover in meerdere vaktijdschriften. 
De tuin ligt in de Westbroekse zodden in het Noorderpark van Utrecht. Hier werd vroeger veen afgegraven waardoor een landschap van lange stroken land met water ontstond.  De natuurtuin van Wim Baas bestaat naast moeras uit een grote vijver en een legakker. De veengronden rondom Westbroek herbergen trilveen, dat nog slechts op een paar plekken in Nederland wordt gevonden. Het bestaat uit een op water of dunne modder drijvend tapijt van wortels en grassen. Het verschijnsel trilveen ontstaat alleen bij aanvoer van voedselarm, kalkrijk water. In Westbroek is dit  kwelwater dat is afkomstig is van de Utrechtse Heuvelrug.

### Bodemschimmels
Bij natuurlijk tuinieren zijn bodemschimmels van het allergrootste belang. In de natuurtuin heeft alles een samenhang.   De schimmels en de planten hebben elkaar nodig en staan in verbinding met elkaar. De bodemschimmels, die veel verder dan de plantenwortels in de grond zijn doorgedrongen, verlengen als het ware de wortels van de plant. Daardoor kan de plant veel gemakkelijker water en mineralen opnemen. De bodemschimmels krijgen er voedsel voor terug. Essentieel is dat het plantenafval als strooisel tussen de planten blijft liggen. Dit strooisel verteert vanzelf tot humus. Baas ziet humus als de kern, de brandstof van de natuur en noodzakelijk voor de bodemschimmels. Bodemschimmels zijn volledig afhankelijk van humus voor hun energievoorziening en krijgen dat in de vorm van strooisel. Om de humus als brandstof te kunnen gebruiken moet die omgezet worden. Dat gebeurt onder invloed van kalk. Wanneer bodemschimmels planten en humus aanwezig zijn en er voldoende kalk is om de afbraak van humus te versnellen, ontstaat evenwicht. In de kringlopen draaien voedingsstoffen mee zodat die niet meer hoeven worden toegevoegd in de vorm van mest. Schimmels zijn essentieel voor het groeien van 90% van alle planten. De overige planten groeien op verstoorde bodems zonder bodemschimmels. Dit zijn akkeronkruiden als kamille, koolzaad en klaprozen. De bodemschimmels belemmeren in natuurlijke grond het ontkiemen van de onkruiden.

### Mieren
Ook mieren spelen een belangrijke rol in de natuurtuin. Mieren hebben bodemschimmels als voedsel nodig. Mieren kweken ook bodemschimmels, maar dat kunnen ze alleen maar doen als ze de schimmels ook voedsel bieden. Ze gaan daarom op zoek om strooisel te zoeken, dode plantendelen en zaden maar ook dode insecten slepen ze naar hun nest.  Die worden door de schimmels verteerd en gebruiken dat voor hun eigen groei, maar de schimmels krijgen zoveel verteerde plantenresten dat ook de planten daarvan kunnen meeprofiteren. 

### Kringlopen
Kringlopen als in de natuurtuin vinden al miljarden jaren plaats over de hele aarde. Alle kringlopen op aarde staan volgens Baas met elkaar in verbinding als een levend organisme van bodemschimmels. Het is een opvatting die aansluit bij de Gaia-hypothese, die stelt dat de aarde functioneert als een zelfregulerend organisme. Het verzieken van de bodemschimmels op aarde door het aantasten van de vegetatie (bijvoorbeeld het verbranden van bossen) waarvan bodemschimmels afhankelijk zijn, zorgt ervoor dat de vegetatie alleen maar intact kan blijven als mensen water aanvoeren. Zo moeten plantages beregend worden omdat de bodem geen water meer vasthoudt. Bovendien is er zonder bodemschimmels geen buffer van water meer in de bodem. Grote delen van de aarde zijn dan ook onbewoonbaar geworden. Het water moet dan aangevoerd worden door de mens. Productienatuur is daarmee volledig afhankelijk geworden van menselijke ondersteuning. Baas noemt dit misdaad tegen de menselijkheid.

## Stinzenplanten
Een passie van Wim Baas zijn stinzenplanten, exotische planten die vooral sinds de 17e eeuw geïntroduceerd zijn in de Nederlandse flora. Deze planten komen in Nederland sinds die tijd voor bij stinzen en landgoederen.  Stinzentuinen zijn te vinden op plekken waar eeuwenlang mensen hebben gewoond en zogenaamde cultuurheuvels met organisch materiaal ontstonden. Baas legde zelf een ronde stinzenheuvel aan van aangevoerde kalkrijke grond en bouwafval en plantte daar zeldzame stinzenplanten. Om een geschikte bodem voor de stinzenplanten te krijgen werd door Baas veel klei en kalkhoudend puin aangebracht. Dichter bij de Kerkdijk bevinden zich dan ook veel gestapelde stenen. Het materiaal kwam uit de wijde omgeving, van de Jozefkerk in Utrecht, een gesloopte brug in Westbroek, kinderkopjes uit de binnenstad van Utrecht en stukken zandsteen van de Domtoren. Baas verzamelde de grootste collectie sneeuwklokjesvarianten van Utrecht.